# Crete Senesi
Crete Senesi je območje italijanske dežele Toskana južno od Siene. Sestavljajo jo  številni hribi,  pokriti z gozdovi, med katerimi so naselja. Obsega občine Asciano, Buonconvento, Monteroni d'Arbia, Rapolano Terme in San Giovanni d'Asso, vse v pokrajini Siena. 
Crete Senesi dobesedno pomeni "Senesi glina" ali glineni minerali iz Siene po sivo obarvanih tleh, ki daje pokrajini videz pogosto opisan kot na luni. Ta lastnost gline, znana kot mattaione predstavljajo sedimenti pliocenskega morja iz časa pred 2,5 in pred 4,5 milijona let. V neposredni bližini je tudi polsušno območje znano kot puščava Accona. Tipične za Crete Senesi so biancane, bele vzpetine, visoke le nekaj metrov z ozkimi brazdami in brez vegetacije.
Med bolj znanimi stavbami na tem področju je samostan Monte Oliveto Maggiore. 
Regija je znana po pridelavi belih tartufov in gosti festivale in muzeje posvečene redkim glivam (rod Tuber). 
- Žita gojijo s pomočjo namakanja
- Panorama
- Monte Oliveto Maggiore